# شارلوت روش
شارلوت روش (انگلیسی: Charlotte Roche؛ زادهٔ ۱۸ مارس ۱۹۷۸) یک هنرپیشه، مجری تلویزیون، نویسنده، و خواننده آلمانی-بریتانیایی است.
از فیلم‌ها یا مجموعه‌های تلویزیونی که وی در آن‌ها نقش داشته‌است می‌توان به تالاب اشاره نمود.
وی همچنین برندهٔ جوایزی همچون جایزه گریمه شده‌است.